# Albuquerque Journal
El Albuquerque Journal es el periódico más grande del estado estadounidense de Nuevo México.

## Historia
El periódico Golden Gate se fundó en junio de 1880. En el otoño de 1880, el propietario del Golden Gate murió y se creó Journal Publishing Company. Journal Publishing cambió el nombre del periódico a Albuquerque Daily Journal y publicó su primera edición del Albuquerque Daily Journal el 14 de octubre de 1880.
El Daily Journal se publicó por primera vez en Old Town, pero en 1882 se trasladó a las calles Second y Silver, cerca de la carrilera. Se publicó en una sola hoja de papel de periódico, doblada para formar cuatro páginas. Esas páginas se dividieron en cinco columnas con pequeños titulares y había publicidad en la portada. El Daily Journal se publicó por la noche hasta el 4 de octubre de 1881, cuando se comenzó a publicar en la mañana. El Daily Journal de la mañana continuó durante seis números. El último número se publicó el domingo 9 de octubre, lo que lo convierte en el primer periódico dominical que aparece en Albuquerque. En 1887, el Morning Journal fue adquirido por el Albuquerque Daily Democrat, un periódico fundado en Santa Fe que se había mudado a Albuquerque.
El nombre del periódico cambió en 1899 a Albuquerque Journal-Democrat. Un cambio en la política requirió la eliminación de "Democrat" en 1903, por lo que apareció nuevamente como el Albuquerque Morning Journal. El nombre del periódico se cambió a Albuquerque Journal en 1925 cuando se estableció una política editorial independiente.

## Ediciones y secciones
El Albuquerque Journal se publica de lunes a sábado con una edición dominical llamada Sunday Journal. Además de la revista diaria edición final, Diario Publishing, también, problemas diarios regionales. Estos incluyen el Journal North, El Defensor Chieftain en Socorro, el Rio Rancho Observer y el Boletín de Noticias del Condado de Valencia.

Las secciones de periódicos incluyen noticias, publicidad, cómics, Negocios; Deportes, Metro NM, Salud, Educación, Comida, Go, Fetch, VENUE (tabloide de entretenimiento los viernes), Drive (tabloide automático los viernes), TVNow (libro de TV los sábados) y HomeStyle. Los números de revistas trimestrales de Journal Publishing dentro del Albuquerque Journal son Sage, Fit and Live Well, así como una variedad de secciones especiales durante todo el año.
Las secciones de The Sunday Journal incluyen Living, Arts, Books, Travel, Careers, Real Estate, Money, Dimension y Wall Street Journal Business.
Journal Publishing tiene una edición digital en línea del diario Albuquerque Journal optimizado para visualización móvil.